# Audierne

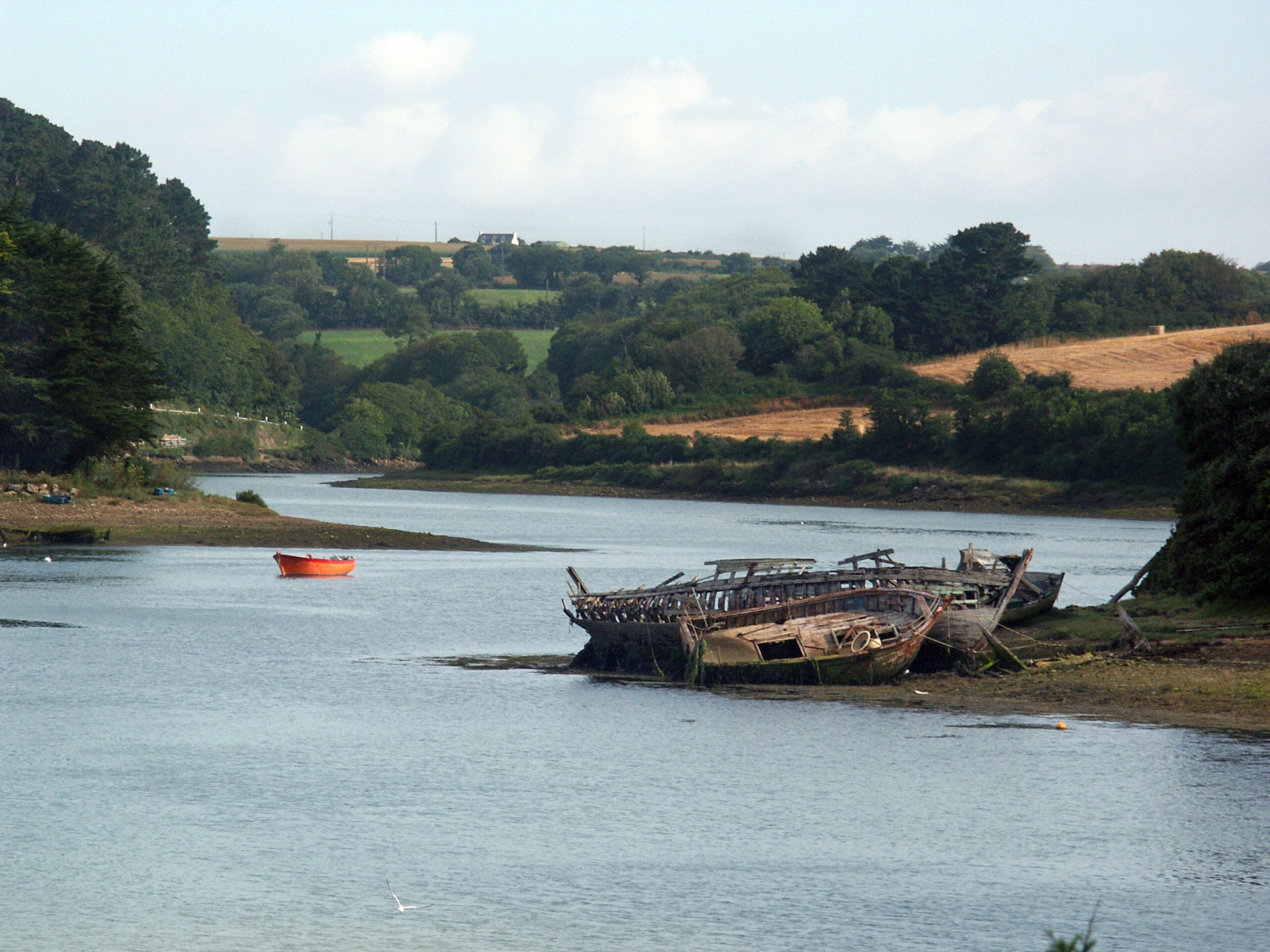
Der Goyen bei Audierne

Audierne [odjɛʁn] (bretonisch Gwaien) ist eine Gemeinde in der Cornouaille, im Westen Frankreichs im Département Finistère in der Region Bretagne. Auf einer Fläche von 18,37 km² leben 3708 Einwohner (Stand 1. Januar 2022).

## Lage
Audierne liegt auf einer Halbinsel an der Mündung des Goyen und ist ein Fischerort mit langem Sandstrand. Vom Hafen des am 1. Januar 2016 eingegliederten Stadtteils Esquibien kann man mit dem Boot zur Île de Sein fahren. 

## Gliederung
| Ortsteil                     | ehemaliger INSEE-Code | Fläche (km²) | Höhenlage (m) |      | Dichte (Einw. je km²) |
| ---------------------------- | --------------------- | ------------ | ------------- | ---- | --------------------- |
| Audierne (Verwaltungssitz)00 | 29003                 | 02,95        | 0–67          | 2100 | 711,9                 |
| Esquibien                    | 29052                 | 15,42        | 0–79          | 1584 | 102,7                 |

## Geschichte

### Internierungslager Audierne
In Audierne befand sich ab Anfang 1939 in einer ehemaligen Sardinenfabrik ein Internierungslager, in dem nach dem Ende des Spanischen Bürgerkriegs Soldaten der republikanischen spanischen Armee und der Internationalen Brigaden festgesetzt wurden. Ihnen folgten nach dem Ausbruch des Zweiten Weltkrieges in Frankreich lebende unerwünschte Ausländer, insbesondere Deutsche und Österreicher, in der übergroßen Mehrzahl erklärte Nazi-Gegner. 
Als Folge einer zweiten Verhaftungswelle während des Drôle de guerre trafen am 5. Juni 1940 in Paris verhaftete Deutsche und Österreicher im Centre de Rassemblement des Étrangers (Sammelzentrum für Ausländer) von Audierne ein. Zu ihnen gehörten u. a.:
- Jakob Altmaier (1889–1963), deutscher Journalist, Widerstandskämpfer und Politiker (SPD)
- Leonhard Frank (1882–1961), deutscher Schriftsteller
- Johannes Hoffmann (1890–1967), saarländischer Politiker (CVP)
- Leo Lania (1896–1961), jüdischer russisch-österreichisch-US-amerikanischer Journalist und Schriftsteller
- Soma Morgenstern (1890–1976), jüdischer Schriftsteller und Journalist
- Balder Olden (1882–1949), deutscher Schriftsteller und Journalist
- Alfred Reis (1882–1951), österreichischer Chemiker und Physiker
- Artur Rosenberg (1887–1969), österreichischer Autor und Journalist

Vielen von ihnen gelang die Flucht vor der heranrückenden Wehrmacht und der ihr folgenden Gestapo. Das Lager selbst wurde Ende Juni 1940 aufgelöst.

## Bevölkerungsentwicklung
| Gemeinde                  | Einwohnerzahlen (Census) |      |      |      |      |      |      |      |      |      |      |
| Gemeinde                  | 1962                     | 1968 | 1975 | 1982 | 1990 | 1999 | 2006 | 2008 | 2011 | 2013 | 2016 |
| ------------------------- | ------------------------ | ---- | ---- | ---- | ---- | ---- | ---- | ---- | ---- | ---- | ---- |
| Audierne                  | 3782                     | 3794 | 3517 | 3033 | 2746 | 2471 | 2321 | 2319 | 2153 | 2159 | 2100 |
| Esquibien00               | 2011                     | 1855 | 1957 | 1970 | 1911 | 1611 | 1556 | 1600 | 1598 | 1593 | 1584 |
| Audierne                  | 5793                     | 5649 | 5474 | 5003 | 4657 | 4082 | 3877 | 3919 | 3751 | 3752 | 3684 |
| Quelle: Cassini und INSEE |                          |      |      |      |      |      |      |      |      |      |      |

Die (Gesamt-)Einwohnerzahlen der Gemeinde Audierne wurden durch Addition der bis Ende 2015 selbständigen Gemeinden ermittelt.

## Wirtschaft
Der ehemals bedeutsame Fischereihafen ist heute im Wesentlichen ein Yachthafen. Von der Fischerei übriggeblieben ist eine Austernaufzuchtstation, in der man die Delikatesse erstehen kann. Entlang des Hafens erstreckt sich der Hauptgeschäftsbereich des Städtchens mit einem ziemlich kompletten Handelsangebot, mit Cafés, Bars und Restaurants, Creperien, Boutiquen, Immobilienmaklern und Ferienhausagenturen, dem Rathaus, dem Fremdenverkehrsbüro, dem Haltepunkt der regionalen Buslinien u. v. m. Samstagvormittag ist hier ein Wochenmarkt Treffpunkt von Einheimischen und Touristen.

## Sehenswürdigkeiten
Siehe: Liste der Monuments historiques in Audierne